# Baru (Sama Dua)
Baru is een bestuurslaag in het regentschap Aceh Selatan van de provincie Atjeh, Indonesië. Baru telt 798 inwoners (volkstelling 2010).